# Чуі (Бразилія)
Чуі (порт. Chuí) — муніципалітет в Бразилії, входить в штат Ріу-Гранді-ду-Сул.
Місто засноване в 1997 році.

## Географія
Складова частина мезорегіону Південний схід штату Ріу-Гранді-ду-Сул.
Входить в економіко-статистичний мікрорегіон Літорал-Лагунар.
Займає площу 203,201 км². Клімат місцевості: субтропічний. Відповідно до класифікації Кеппена, клімат належить до категорії Cfa.

## Населення
Населення становить 6605 осіб на 2006 рік. Щільність населення — 32,5 осіб/км².

## Статистика
- Валовий внутрішній продукт на 2003 становить 50.860.790,00 реалів (дані: Бразильський інститут географії та статистики).
- Валовий внутрішній продукт на душу населення на 2003 становить 8.555,22 реалів (дані: Бразильський інститут географії та статистики).
- Індекс розвитку людського потенціалу на 2000 становить 0,811 (дані: Програма розвитку ООН).